# Montgérain
Montgérain est une commune française située dans le département de l'Oise en région Hauts-de-France. 

## Géographie

### Localisation
Montgérain est située sur le plateau picard.
La commune se trouve dans la zone d'emploi de Compiègne et dans le bassin de vie de Saint-Just-en-Chaussée.

### Communes limitrophes
Les communes limitrophes sont  Coivrel, Ménévillers, Méry-la-Bataille, Saint-Martin-aux-Bois et Tricot.
| Coivrel               | Tricot     |                  |
|                       | Montgérain | Méry-la-Bataille |
| Saint-Martin-aux-Bois |            | Ménévillers      |

### Géologie et relief
La superficie de la commune est de 4,91 km2 ; son altitude varie de 100  à   134 mètres. 
En 1839, Louis Graves indiquait que la commune était « de médiocre étendue; dont le territoire constitue une plaine traversée par un ravin qui descend vers la vallée de l'Aronde ».

### Hydrographie

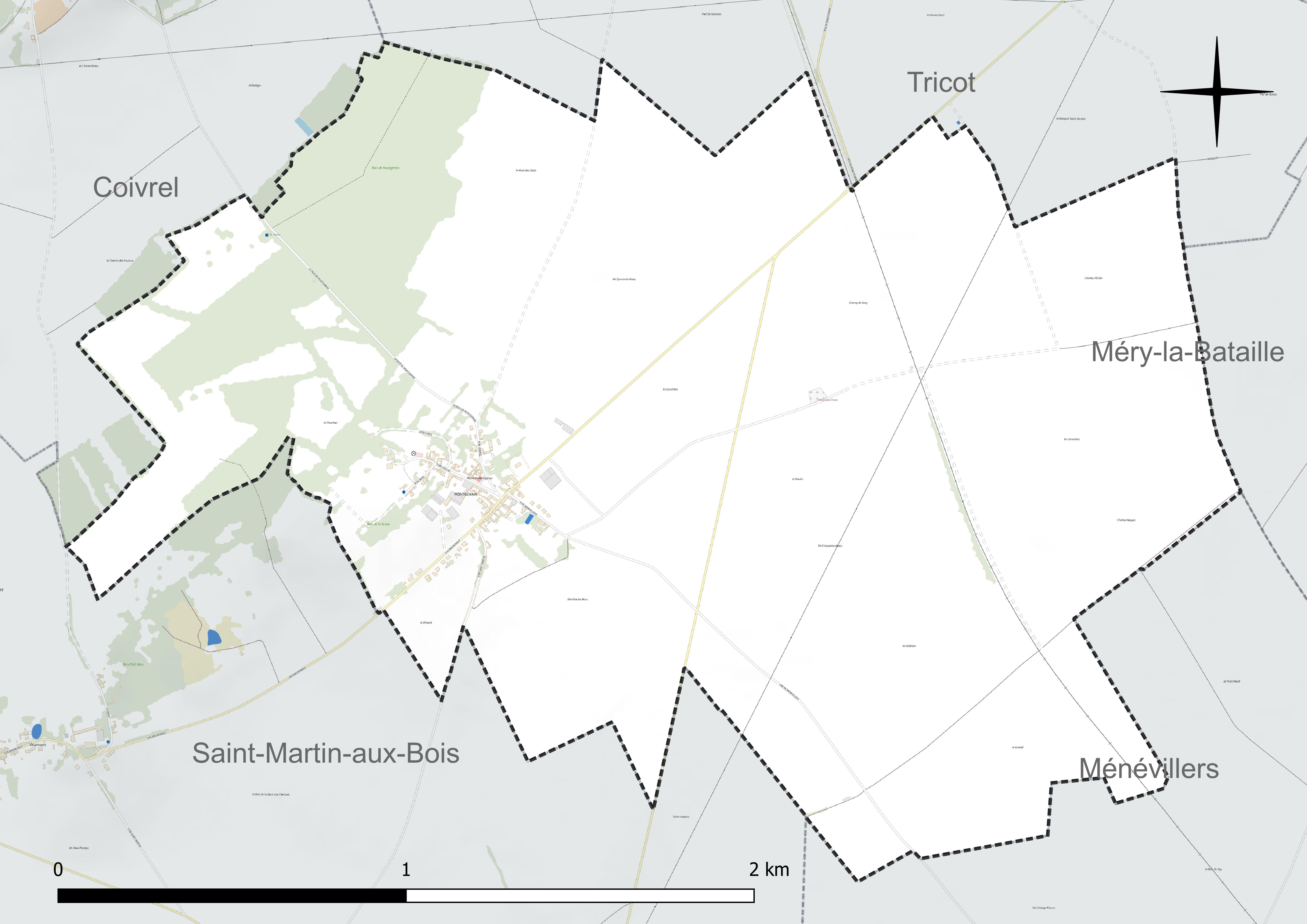
Réseau hydrographique de Montgérain.

La commune est traversée par la ligne de partage des eaux entre les bassins hydrographiques Artois-Picardie et Seine-Normandie. 
Elle n'est drainée par aucun cours d'eau.

### Climat
Pour des articles plus généraux, voir Climat des Hauts-de-France et Climat de l'Oise.
En 2010, le climat de la commune est de type climat océanique dégradé des plaines du Centre et du Nord, selon une étude du CNRS s'appuyant sur une série de données couvrant la période 1971-2000. En 2020, Météo-France publie une typologie des climats de la France métropolitaine dans laquelle la commune est exposée à un climat océanique et est dans la région climatique  Nord-est du bassin Parisien, caractérisée par un ensoleillement médiocre, une pluviométrie moyenne régulièrement répartie au cours de l'année et un hiver froid (3 °C). 
Pour la période 1971-2000, la température annuelle moyenne est de 10,5 °C, avec une amplitude thermique annuelle de 14,6 °C. Le cumul annuel moyen de précipitations est de 684 mm, avec 11,3 jours de précipitations en janvier et 8,3 jours en juillet. Pour la période 1991-2020, la température moyenne annuelle observée sur la station météorologique la plus proche, située sur la commune de Godenvillers à 6 km à vol d'oiseau, est de 11,1 °C et le cumul annuel moyen de précipitations est de 701,9 mm,. Pour l'avenir, les paramètres climatiques de la commune estimés pour 2050 selon différents scénarios d'émission de gaz à effet de serre sont consultables sur un site dédié publié par Météo-France en novembre 2022.

## Urbanisme

### Typologie
Au 1er janvier 2024, Montgérain est catégorisée commune rurale à habitat dispersé, selon la nouvelle grille communale de densité à sept niveaux définie par l'Insee en 2022.
Elle est située hors unité urbaine et hors attraction des villes,.

### Occupation des sols

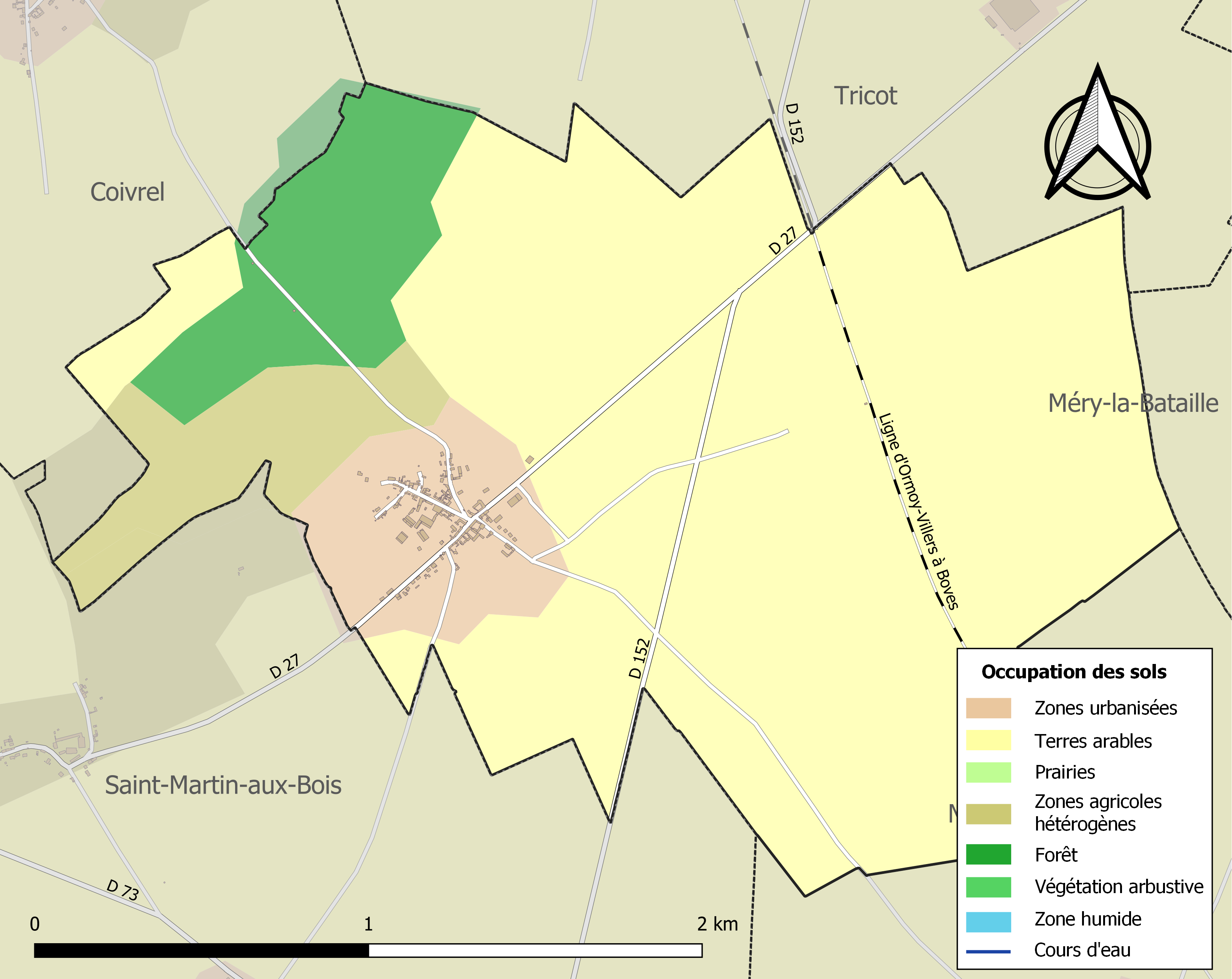
Carte des infrastructures et de l'occupation des sols de la commune en 2018 (CLC).

L'occupation des sols de la commune, telle qu'elle ressort de la base de données européenne d'occupation biophysique des sols Corine Land Cover (CLC), est marquée par l'importance des territoires agricoles (82,6 % en 2018), une proportion identique à celle de 1990 (82,6 %). 
La répartition détaillée en 2018 est la suivante : terres arables (75,9 %), forêts (9,3 %), zones urbanisées (8,2 %), zones agricoles hétérogènes (6,7 %). 
L'évolution de l'occupation des sols de la commune et de ses infrastructures peut être observée sur les différentes représentations cartographiques du territoire : la carte de Cassini (XVIIIe siècle), la carte d'état-major (1820-1866) et les cartes ou photos aériennes de l'IGN pour la période actuelle (1950 à aujourd'hui).

### Habitat et logement
En 2021, le nombre total de logements dans la commune était de 84, alors qu'il était de 84 en 2016 et de 75 en 2011. 
Parmi ces logements, 89,3 % étaient des résidences principales, 4,8 % des résidences secondaires et 5,9 % des logements vacants. Ces logements étaient pour 97,6 % d'entre eux des maisons individuelles et pour 1,2 % des appartements. 
Le tableau ci-dessous présente la typologie des logements à Montgérain en 2021 en comparaison avec celle de l'Oise et de la France entière. Une caractéristique marquante du parc de logements est ainsi une proportion de résidences secondaires et logements occasionnels (4,8 %) supérieure à celle du département (2,4 %) mais inférieure à celle de la France entière (9,7 %). 
| Typologie                                               | Montgérain | Oise | France entière |
| ------------------------------------------------------- | ---------- | ---- | -------------- |
| Résidences principales (en %)                           | 89,3       | 90,5 | 82,2           |
| Résidences secondaires et logements occasionnels (en %) | 4,8        | 2,4  | 9,7            |
| Logements vacants (en %)                                | 5,9        | 7    | 8,1            |

### Voies de communication et transports
La commune est desservie, en 2023, par les lignes 6304, 6309 et 6328 du réseau interurbain de l'Oise.

## Toponymie
Le nom de la localité est attesté sous les formes apud mungenain (1140) ; bosco inter triecoc et mongenain (1140) ; Mongenai (1190) ; Montgenai (1190) ; Mungenain (vers 1190) ; Mons Gillanus (1225) ; Mons Gillermi (vers 1240) ; Mongenai (1255) ; Mont Gerin (1470) ; Montgerain (1518) ; Mongerrain (1522) ; Mont Gillain (1550) ; Mongerin (1550) ; Montgérain (1840).

## Histoire

### Antiquité
Ce lieu est dans le périmètre où eut lieu la bataille décisive entre les légions romaines et la coalition des belges[Laquelle ?]. 
Le village est situé sur un coude de la voie romaine Beauvais-Boulogne-Bavay. La rue principale, dénommée Chaussée Brunehaut, rappelle cet itinéraire.

### Ancien Régime
La seigneurie relevait du vidamé de Gerberoy, et avait dans sa mouvance divers fiefs, plus ou moins éloignés, tels que Marquéglise, La Neuville-d'Aumont.
La localité a été incluse dans le duché d'Halluin.

### Époque contemporaine
En 1832, on note dans la commune un moulin à vent, et les habitants sont des tisserands ou cousent des gants.

## Politique et administration

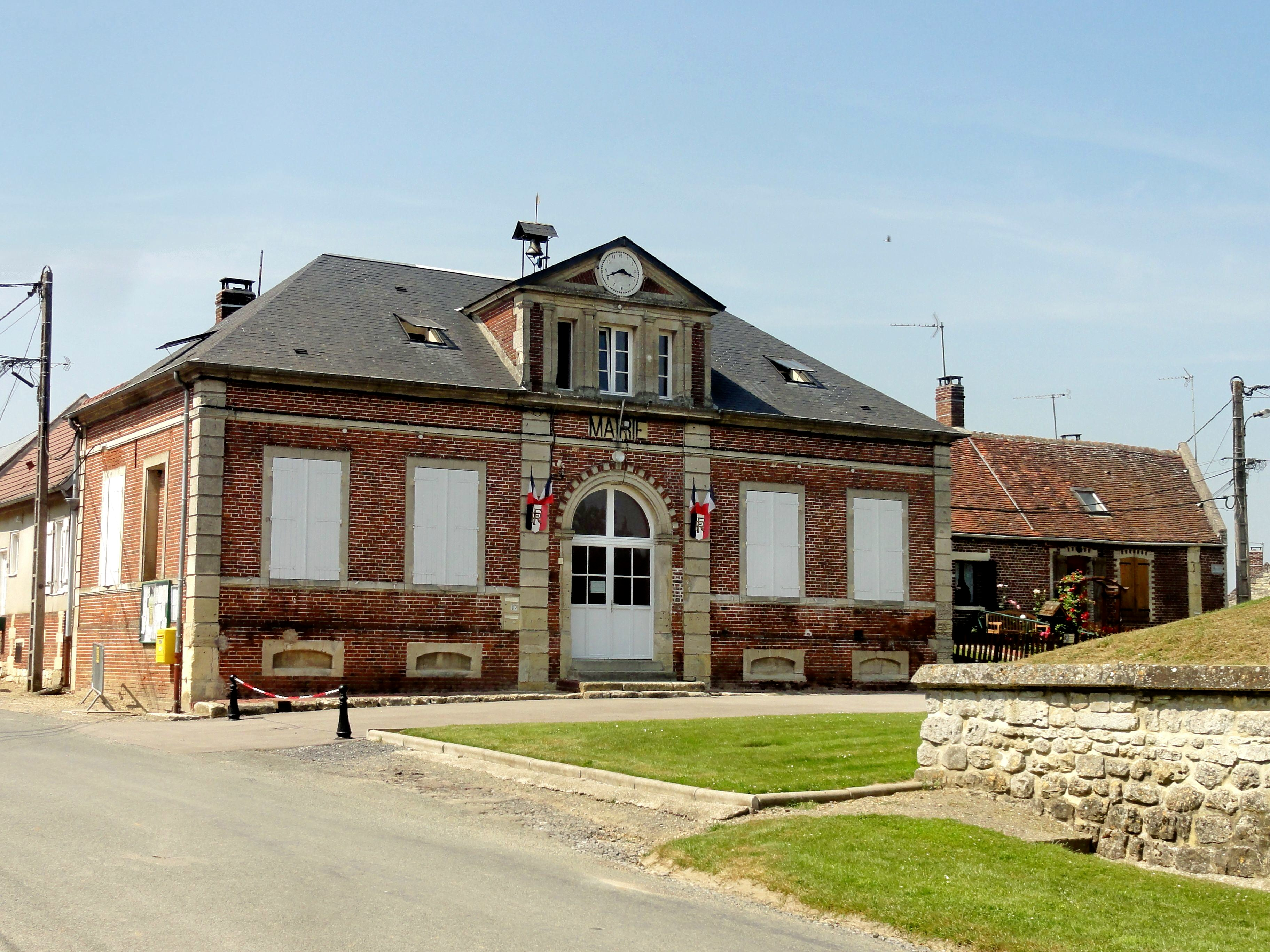
La mairie.

### Rattachements administratifs et électoraux

#### Rattachements administratifs
La commune se trouve depuis 1942 dans l'arrondissement de Clermont du département de l'Oise.  
Elle faisait partie depuis 1801 du canton de Maignelay-Montigny. Dans le cadre du redécoupage cantonal de 2014 en France, cette circonscription administrative territoriale a disparu, et le canton n'est plus qu'une circonscription électorale.

#### Rattachements électoraux
Pour les élections départementales, la commune fait partie depuis 2014 du canton  d'Estrées-Saint-Denis.
Pour l'élection des députés, elle fait partie de la première circonscription de l'Oise.

### Intercommunalité
Montgérain est membre de la communauté de communes du Plateau Picard, un établissement public de coopération intercommunale (EPCI) à fiscalité propre créé fin 1999 et auquel la commune a transféré un certain nombre de ses compétences, dans les conditions déterminées par le code général des collectivités territoriales.

### Liste des maires
| Période                                  | Période                       | Identité        | Étiquette | Qualité                                     |
| ---------------------------------------- | ----------------------------- | --------------- | --------- | ------------------------------------------- |
| Les données manquantes sont à compléter. |                               |                 |           |                                             |
|                                          |                               |                 |           |                                             |
| avant 1962                               |                               | Jacques Briard  |           |                                             |
|                                          |                               |                 |           |                                             |
|                                          | mars 2001                     | René Warmé      | DVD       | agriculteur                                 |
| mars 2001                                | mars 2008                     | Christine Warmé | DVD       |                                             |
| mars 2014                                | En cours (au 31 octobre 2024) | Philippe Warmé  | UMP       | Agriculteur Réélu pour le mandat 2020-2026, |

## Population et société

### Démographie
Les habitants sont appelés les Montgérinois et les Montgérinoises.

#### Évolution démographique
L'évolution du nombre d'habitants est connue à travers les recensements de la population effectués dans la commune depuis 1793. Pour les communes de moins de 10 000 habitants, une enquête de recensement portant sur toute la population est réalisée tous les cinq ans, les populations de référence des années intermédiaires étant quant à elles estimées par interpolation ou extrapolation. Pour la commune, le premier recensement exhaustif entrant dans le cadre du nouveau dispositif a été réalisé en 2005.

En 2022, la commune comptait 168 habitants, en évolution de −8,7 % par rapport à 2016 (Oise : +0,87 %, France hors Mayotte : +2,11 %).
| 1793 | 1800 | 1806 | 1821 | 1831 | 1836 | 1841 | 1846 | 1851 |
| ---- | ---- | ---- | ---- | ---- | ---- | ---- | ---- | ---- |
| 261  | 298  | 289  | 306  | 312  | 315  | 278  | 283  | 230  |

| 1856 | 1861 | 1866 | 1872 | 1876 | 1881 | 1886 | 1891 | 1896 |
| ---- | ---- | ---- | ---- | ---- | ---- | ---- | ---- | ---- |
| 250  | 232  | 220  | 226  | 237  | 249  | 253  | 240  | 236  |

| 1901 | 1906 | 1911 | 1921 | 1926 | 1931 | 1936 | 1946 | 1954 |
| ---- | ---- | ---- | ---- | ---- | ---- | ---- | ---- | ---- |
| 224  | 241  | 219  | 186  | 181  | 180  | 160  | 154  | 181  |

| 1962 | 1968 | 1975 | 1982 | 1990 | 1999 | 2005 | 2006 | 2010 |
| ---- | ---- | ---- | ---- | ---- | ---- | ---- | ---- | ---- |
| 168  | 166  | 161  | 146  | 135  | 177  | 159  | 155  | 157  |

| 2015 | 2020 | 2022 | - | - | - | - | - | - |
| ---- | ---- | ---- | - | - | - | - | - | - |
| 184  | 170  | 168  | - | - | - | - | - | - |

#### Pyramide des âges
La population de la commune est relativement jeune.
En 2018, le taux de personnes d'un âge inférieur à 30 ans s'élève à 38,8 %, soit au-dessus de la moyenne départementale (37,3 %). À l'inverse, le taux de personnes d'âge supérieur à 60 ans est de 23,5 % la même année, alors qu'il est de 22,8 % au niveau départemental.
En 2018, la commune comptait 99 hommes pour 80 femmes, soit un taux de 55,31 % d'hommes, largement supérieur au taux départemental (48,89 %).
Les pyramides des âges de la commune et du département s'établissent comme suit.
| Hommes | Classe d’âge | Femmes |
| ------ | ------------ | ------ |
| 1,1    | 90 ou +      | 1,3    |
| 3,2    | 75-89 ans    | 11,8   |
| 17,0   | 60-74 ans    | 13,2   |
| 19,1   | 45-59 ans    | 21,1   |
| 13,8   | 30-44 ans    | 22,4   |
| 23,4   | 15-29 ans    | 18,4   |
| 22,3   | 0-14 ans     | 11,8   |

| Hommes | Classe d’âge | Femmes |
| ------ | ------------ | ------ |
| 0,5    | 90 ou +      | 1,4    |
| 5,5    | 75-89 ans    | 7,6    |
| 15,6   | 60-74 ans    | 16,3   |
| 20,8   | 45-59 ans    | 20     |
| 19,4   | 30-44 ans    | 19,4   |
| 17,6   | 15-29 ans    | 16,2   |
| 20,6   | 0-14 ans     | 19,1   |

## Culture locale et patrimoine

### Lieux et monuments
Montgérain compte un monument historique sur son territoire : 
- Calvaire  Classé MH (1892)[25], place de la mairie. Il date du dernier quart du XIIIe siècle[26].

On peut également signaler : 
- Église Notre-Dame.

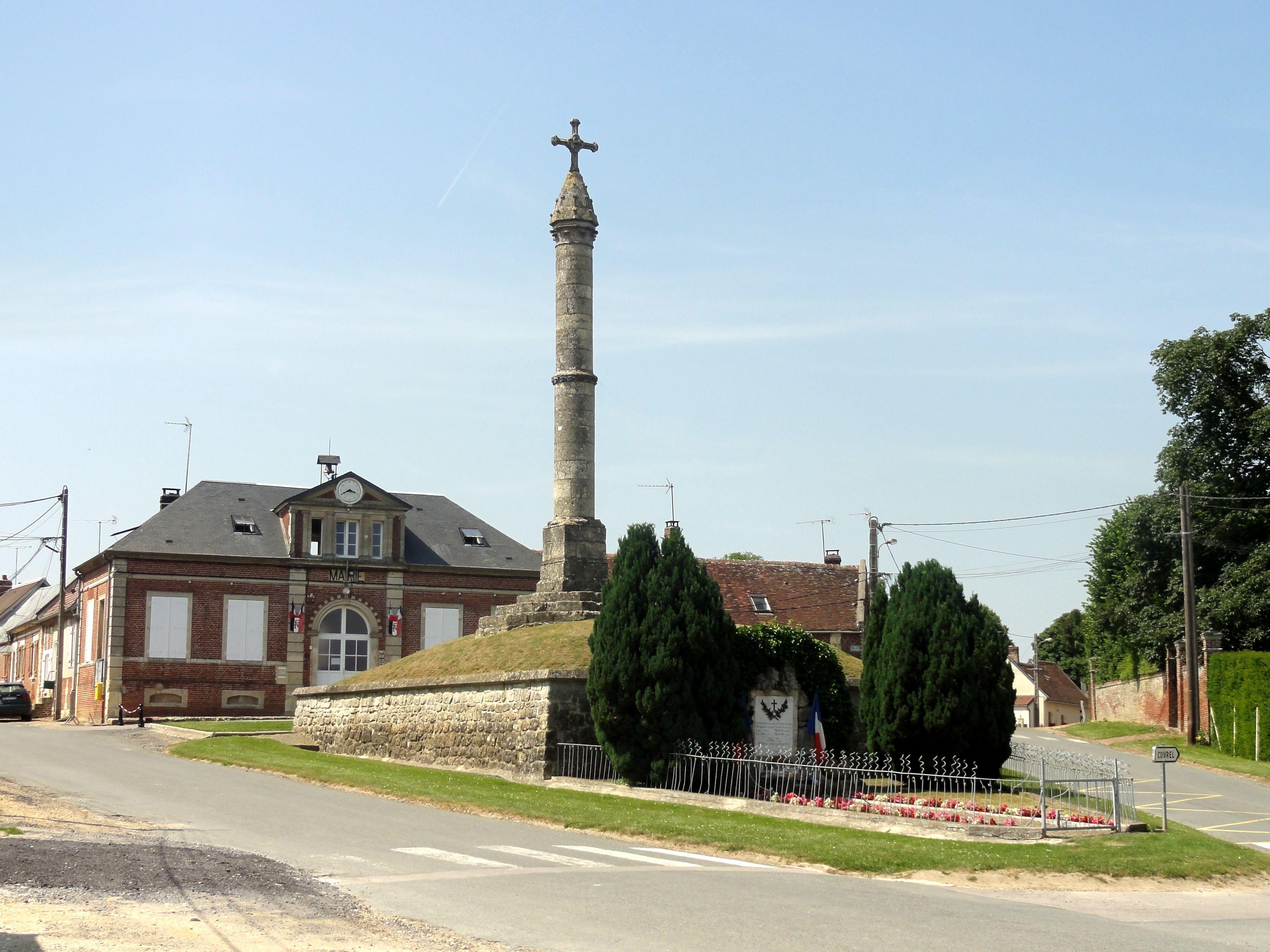
La mairie et le calvaire.
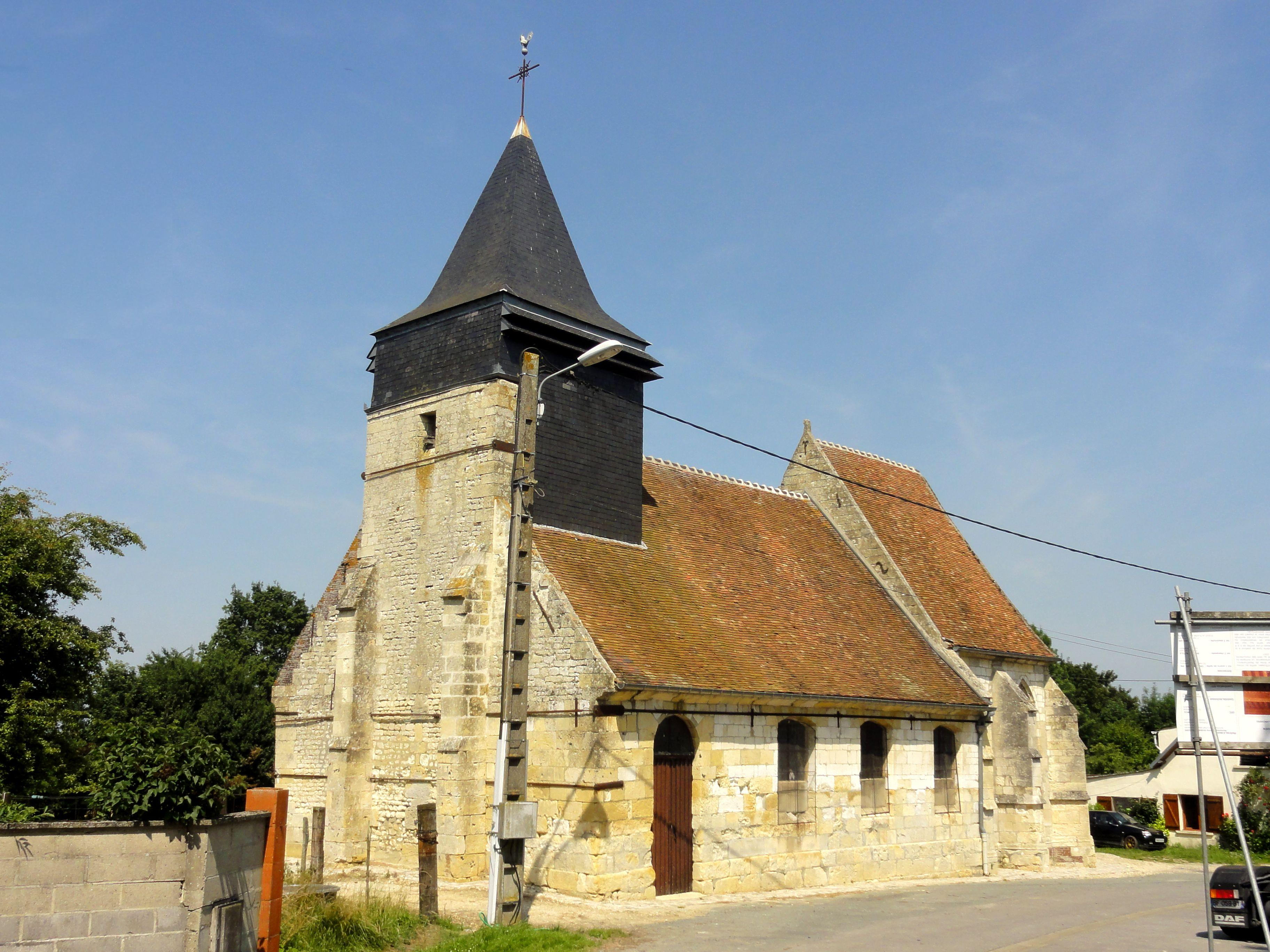
L'église Notre-Dame.
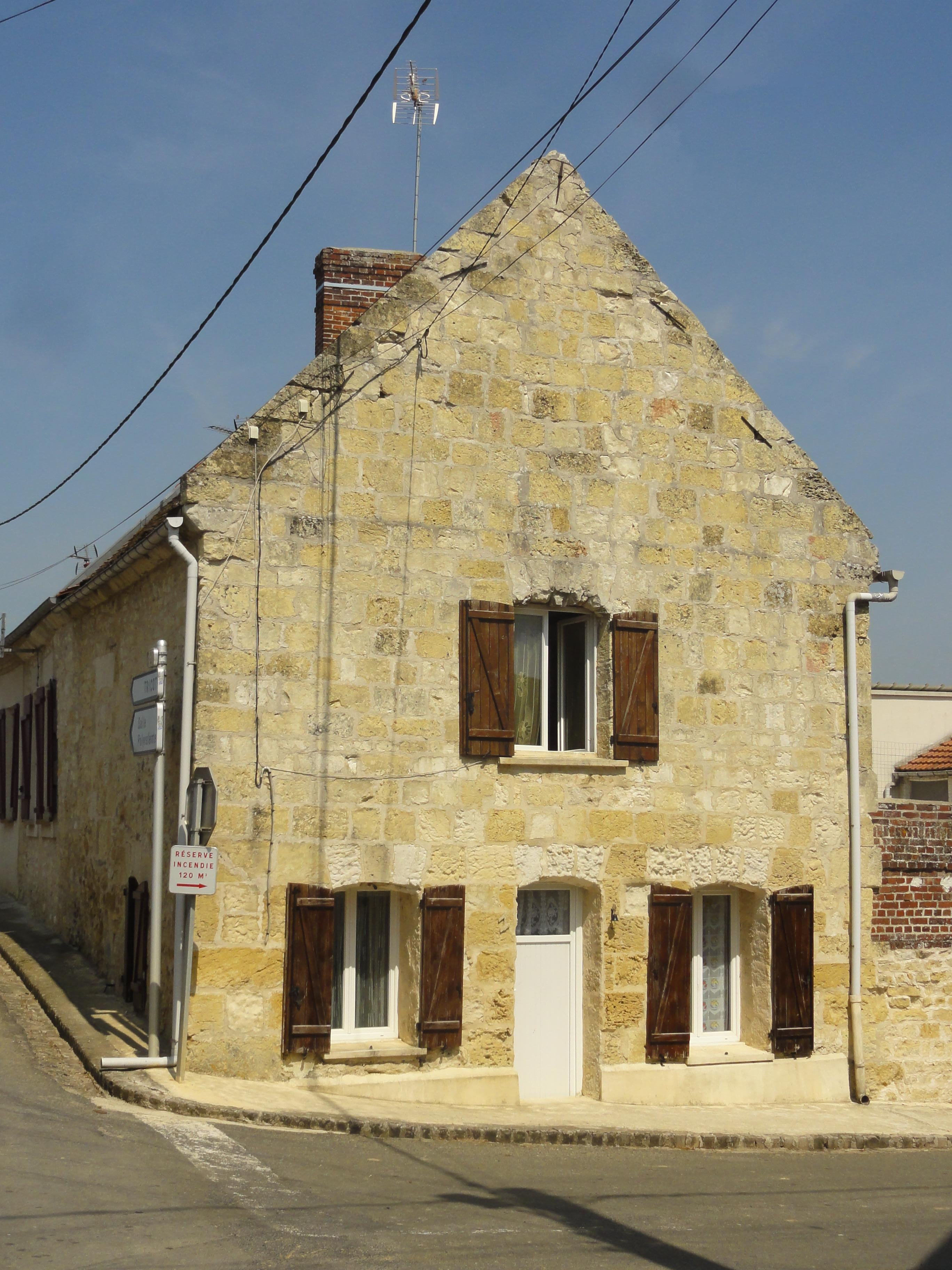
Maison ancienne, Chaussée Brunehaut.
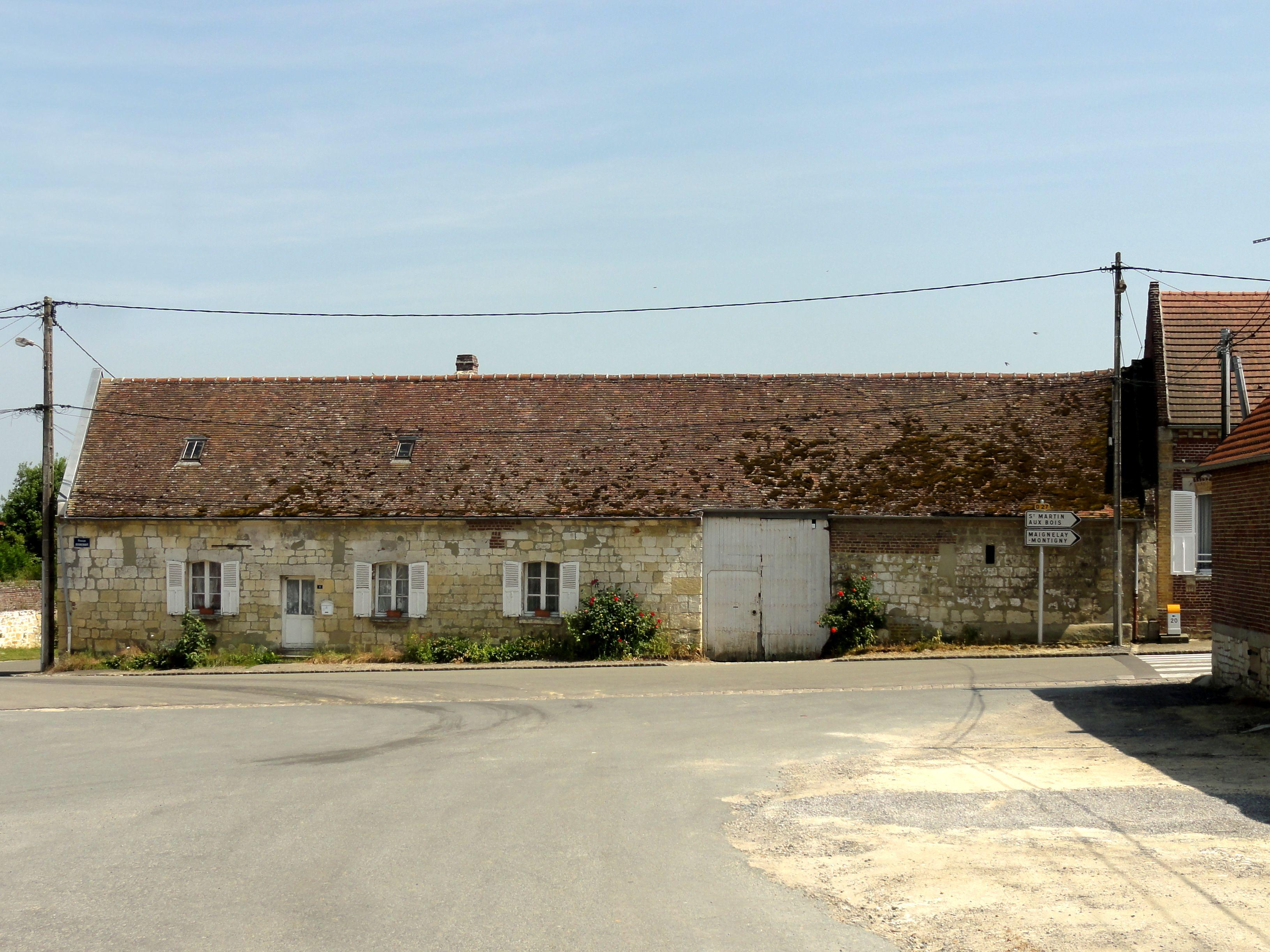
Ferme ancienne, Chaussée Brunehaut.
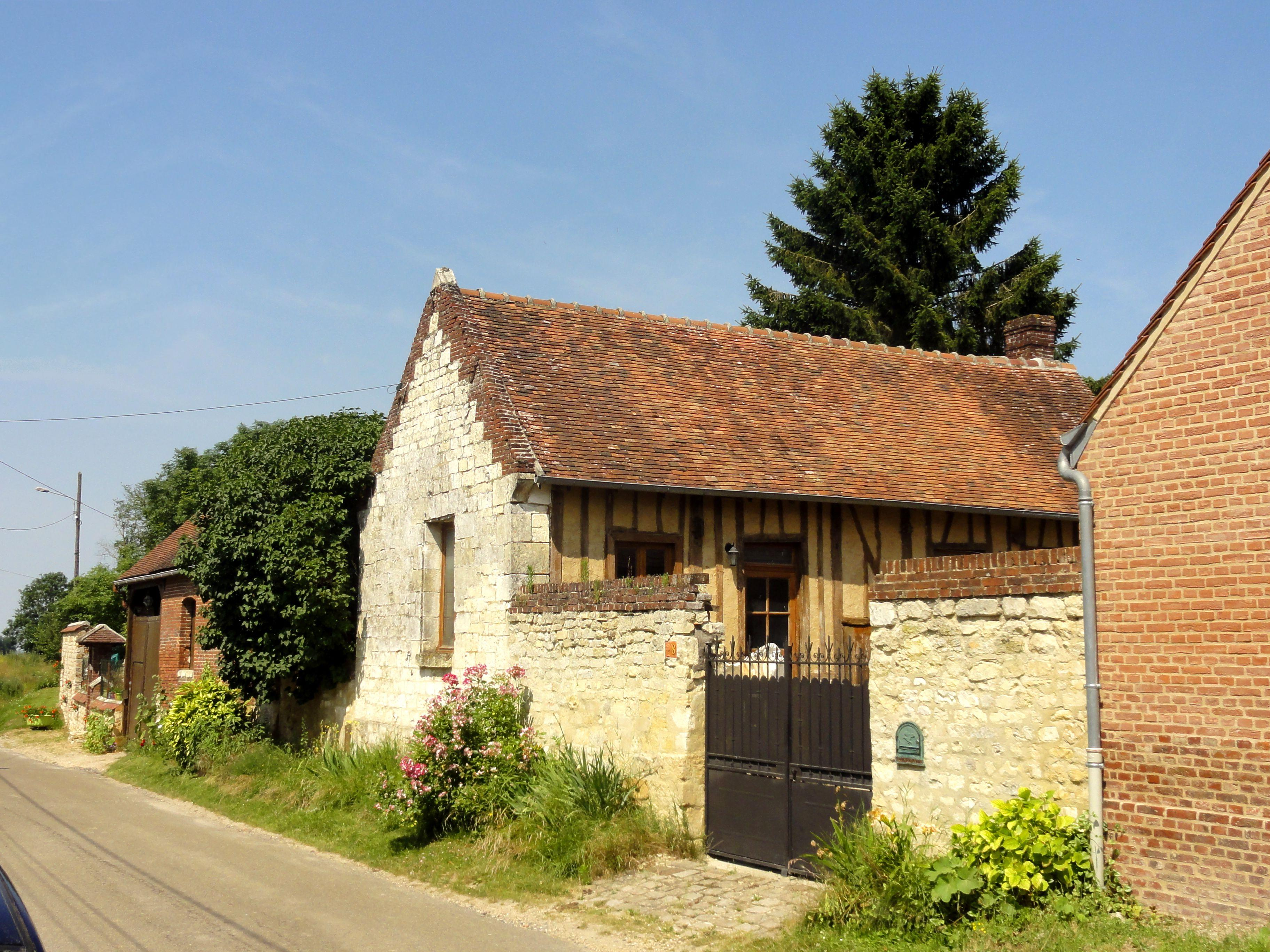
Maison ancienne, rue Coivrel.
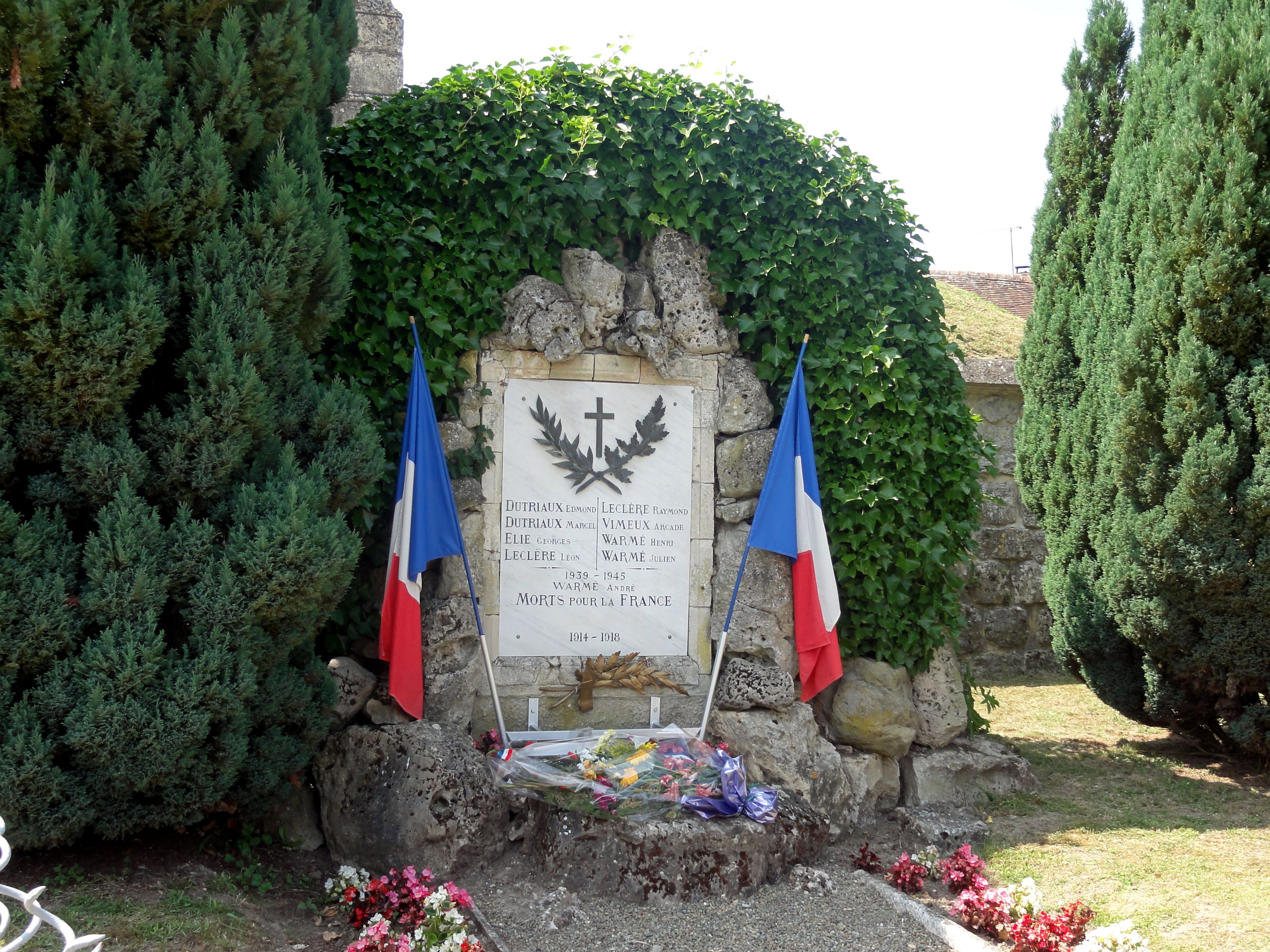
Le monument aux morts.

## Pour approfondir